# Chlausjagen

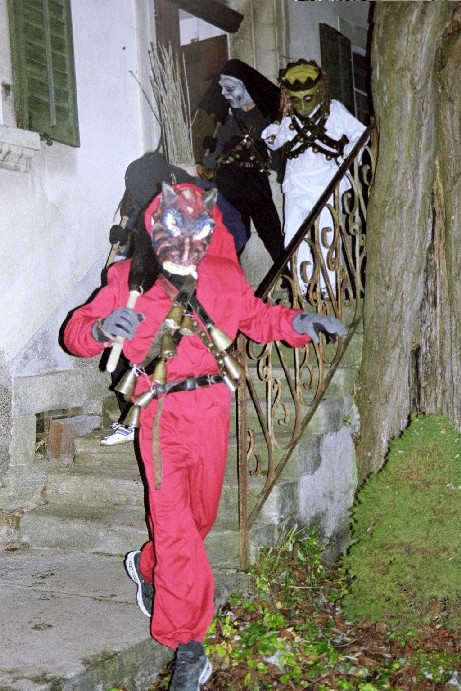
De Chlausen bezoeken elk huis in het dorp, 2006

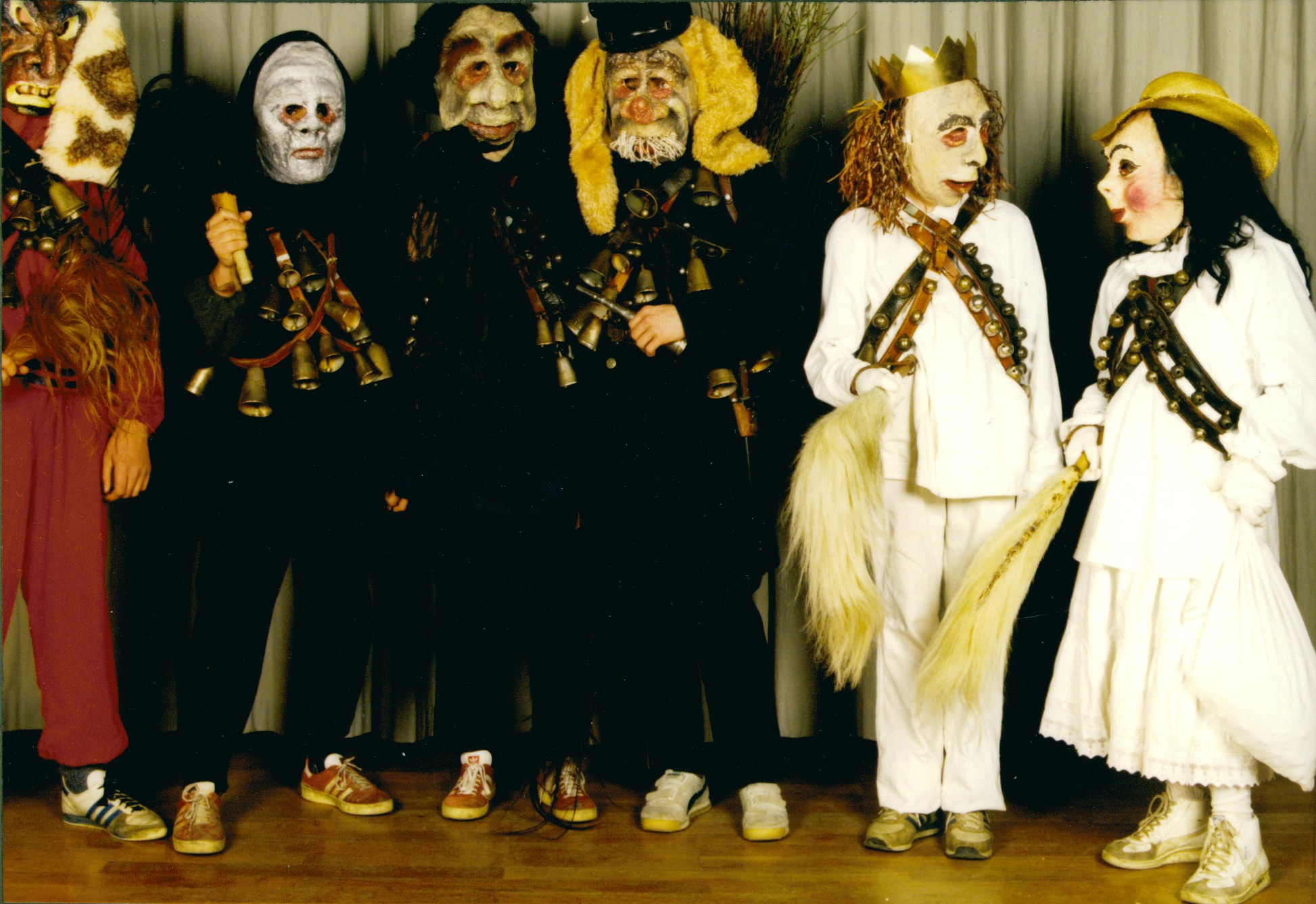
De zes Chlausen in 1984; Root, Möörech, Joggeli, Wächter, Herr, Jompfere

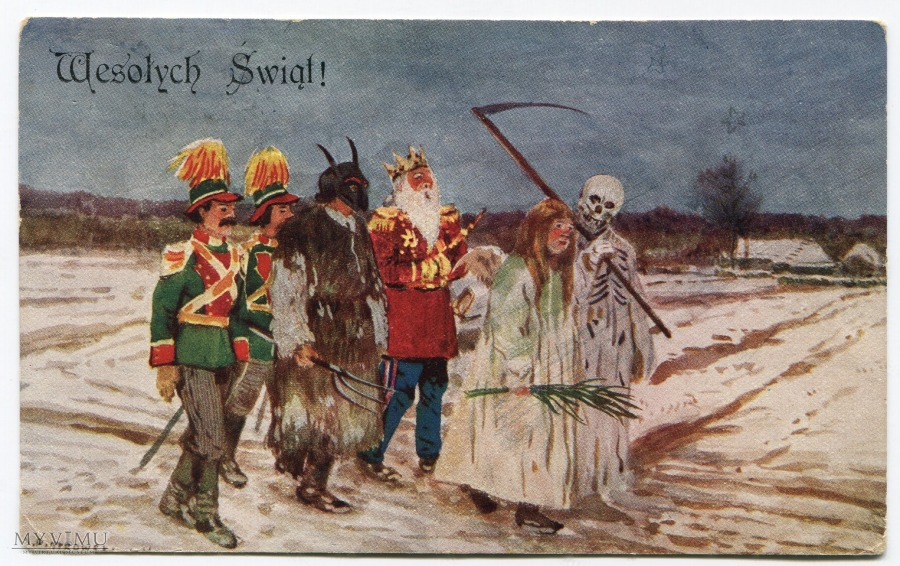
Afbeelding van Koleduvane uit 1929

Chlausjagen is een ritueel dat begin december plaatsvindt. Voorheen werd het ritueel in het gehele Zwitserse Seetal uitgevoerd, tegenwoordig echter alleen nog in Hallwil.
Het Chlausjagen wordt door zes jongens uitgevoerd in de leeftijd van 14 tot 15 jaar (voorheen was dit 13 tot 14 jaar), ze zijn behangen met bellen en ze dragen een masker (Larve). Ze trekken van huis tot huis op de avond voor Sint-Nicolaasdag om cadeaus te verzamelen en noten en roedes uit te delen.

## De figuren
De oudste vijftienjarige is de chef van de Chlausen. De zes figuren zijn:
- de witgeklede Herr (heer) met een kroon op het hoofd
- de in onschuldig wit geklede Jumpfere (jonkvrouw)
- Joggeli (naar Jakob, Jakobli) in de kleding van een knecht
- de Wächter (wachter) als ordehandhaver in politieuniform
- de Möörech (Moor) verschijnt geheel in het zwart
- de Root (rode) in een demonisch, rood gewaad

Naast de Larve hebben de Chlausen ook een Rossstäuber, een paardenstaart op een stok bevestigd, en vier of vijf Pferdegeschelle (een riem met klokken of bellen). De Moor is kassier en de wachter draagt een sabel, hoorn en militaire rugzak vol staven en de jonkvrouw heeft een zak met mandarijnen, appels, lebkuchen en noten.

## Het ritueel
Als het donker wordt, beginnen de Chlausen met hun rondgang door het dorp. Bij elk huis kondigt de wachter de komst van de Chlausen aan met het blazen op de hoorn. De mensen komen naar buiten en de Chlausen springen op en neer over de drempel en slaan de bewoners met de paardenstaarten tot ze de slagen ontwijken en een obool laten vallen. De donoren krijgen dan een handvol snoepjes van de witgeklede Chlausen, de stoute kinderen krijgen slaag met de roe.
Na het ritueel worden de Chlausen naar een Imbiss gebracht en daar wordt de buit geteld. Een vast bedrag gaat in de kas van het organisatiecomité en de rest wordt onder de Chlausen verdeeld.

## Geschiedenis
In 1828 werd het ritueel verboden. In het verleden trad de Sträggele op als aankondiger van de Chlausen. De heks was in lompen gekleed en had een pan op het hoofd. Ze dreigde om ondeugende kinderen en luie spinsters mee te nemen in haar zak (zie ook man met de zak). Daarna verdween de heks. De boerenkinderen dachten dan meteen aan de Chlausesel (Sinterklaas-ezel) die buiten stond met een kar. Ze legden stro voor het dier in de schuur. 
Als er kleine kinderen aanwezig waren, dan kwamen alleen de heer en de jonkvrouw binnen. Als er getwijfeld werd aan de braafheid van de kinderen, kwamen ook de wachter en de knecht mee. Als het om zeer ondeugende kinderen ging, dan kwamen de meest gevreesde Chlausen binnen (de Moor en Root).
De heer bracht dan een schaal met noten, appels, klauskrämen (gebak), droge peren, vijgen en sinaasappelen. Stoute kinderen kregen de roe of een Weisse Rübe (een soort knolraap).De Chlausen liepen tot middernacht van dorp tot dorp en werden aangekondigd door Chlauschlöpfern die met zwepen sloegen. 
Er is nog een ander gebruik geweest. 's Avonds vond een gezellige maaltijd plaats en de 17 tot 20-jarige jongens bezochten de even oude meisjes. Deze oude Chlausen waren „Aut“ (ouder), „Auti“ (oude) of „Polizischt“ (politieagent). Het feest ging door tot de vroege uurtjes.
In 1949 werd het feest nieuw leven ingeblazen. Er waren vijf Chlausen en er liep een figuur van Sinterklaas mee. Deze Samichlaus werd weer vervangen door de Möörech. Na 35 jaar werden de Larven vervangen en ook de kostuums werden aangepast. Onderzoek had uitgewezen dat de beeltenis niet de oorspronkelijke figuur weergaf. Twee Chlausen werden fundamenteel aangepast, de Joggeli  moest een knecht uitbeelden en de Möörech had een lachend gezicht van een donkere Afrikaan met kroeshaar, maar hij moest echter de Dood uitbeelden. Hij kreeg een doodshoofdmasker en donkere kleding.
Omdat steeds meer mensen de Chlausen niet meer binnen lieten, deels door onbekendheid met het ritueel en deels door de onstuimige Chlausen, werden huisbezoeken vanaf 1990 weggelaten. Sinds dat jaar worden de Chlausen voor de deur ontvangen en kregen daar hun cadeau en deelden de noten en roedes uit. Op deze manier hebben de Chlausen niet langer de functie van Sinterklaas, die op 6 december langskomt. Beide gebruiken bestaan naast elkaar.
Als men spreekt over Chlausjage kan het ook betekenen dat Chlaus zelf door de omgeving jaagt of dat er gejaagd wordt op hem of dat hij verjaagd wordt. De christelijke Samichlaus kan begeleid worden door Schmutzli of andere duistere figuren die met zwepen, klokken en hoorns lawaai maken. Vaak is de datum van hun rondgang niet gelijk met die van de naamdag van Sinterklaas. De Chlausen van Hallwiler komen op de tweede donderdag van december langs de huizen. De knallende zwepen lokken de Chlausfiguren dan uit de Goffersberg (zie ook Chlauschlöpfen). 
Tot 1930 traden Chlausen in geheel Lenzburg op, maar Sinterklaas heeft de figuren verdrongen.